# 波米耶德博尔派尔
波米耶德博尔派尔（法語：Pommier-de-Beaurepaire，法語發音：[pɔmje də boʁpɛʁ]，意为“博尔派尔的波米耶”）是法国伊泽尔省的一个市镇，属于维埃纳区。

## 地理
波米耶德博尔派尔（45°24'0"N, 5°7'11"E）面积19.16 平方千米，位于法国奥弗涅-罗讷-阿尔卑斯大区伊泽尔省，该省份为法国东南部内陆省份，北起顺时针与安省、萨瓦省、上阿尔卑斯省、德龙省、阿尔代什省、卢瓦尔省和罗讷省。
与波米耶德博尔派尔接壤的市镇（或旧市镇、城区）包括：博福尔、博雪、帕热、皮雪、圣巴泰勒米、圣于连德莱尔姆。

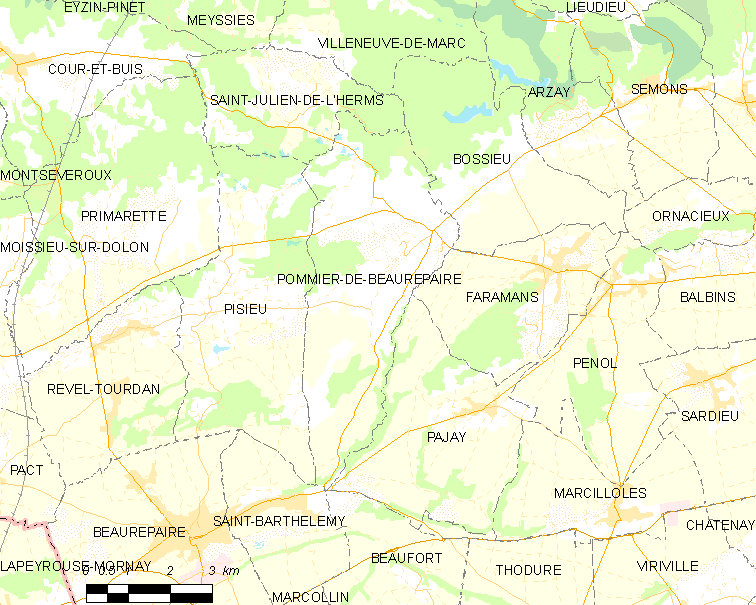
波米耶德博尔派尔的OSM定位图

波米耶德博尔派尔的时区为UTC+01:00、UTC+02:00（夏令时）。

## 行政
波米耶德博尔派尔的邮政编码为38260，INSEE市镇编码为38311。

## 政治
波米耶德博尔派尔所属的省级选区为鲁西永县。

## 人口

1962-2008年间波米耶德博尔派尔人口变化图示

波米耶德博尔派尔于2022年1月1日时的人口数量为731人。